# 一拳超人 无名英雄
《一拳超人 无名英雄》是Spike Chunsoft制作、万代南梦宫娱乐发行的格斗游戏，改编自日本漫画《一拳超人》，2020年2月登陆Microsoft Windows、PlayStation 4和Xbox One平台。

## 玩法
《一拳超人 无名英雄》是3D竞技场格斗游戏，玩家从《一拳超人》宇宙角色中，选择3名组成小队参加战斗。由于漫画中，主人公埼玉设定为无敌，他一拳可以将除他以外的所有角色都秒杀，因此游戏增加了特有的“姗姗来迟的英雄”系统。如果编队时选择埼玉参加战斗，由于他老是迟到，他在开始战斗的时候并不可操作。玩家只能操控队中其他两名角色对抗敌人直到埼玉抵达战场。使出连击、完美防御或闪避等特殊动作可以减少埼玉抵达所需时间。如果两队均选择了埼玉，那么两队的埼玉开场均可直接使用，被另一个埼玉攻击时也会受到伤害，战败的埼玉只会逃跑去做其他事情而不是倒下。游戏中也加入了梦中的埼玉这个角色，他穿着睡衣，力量大幅缩减至跟其他普通角色一样。

## 登场人物

### 可操作角色

#### 正派
- 禿頭披風俠—琦玉（限定3vs3模式使用，限定第三人位置）
- 魔鬼改造人—傑諾斯
- 地獄的吹雪—吹雪
- 無照騎士
- 戰慄的龍卷—龍卷
- 銀色獠牙—邦古
- 原子武士
- 童帝
- 金屬騎士—波佛依
- 背心尊者
- 金屬球棒
- 水嫩嫩囚犯
- 帥氣甜心假面
- 莿槍俠
- 彈簧鬍
- 蛇咬拳的斯內克—斯內克
- 背心黑洞
- 背心之虎
- 夢中的琦玉
- 垂柳／水龍（預計DLC追加角色）
- 自巳創造的角色

#### 反派
- 音速的索尼克
- 疫苗人
- 蚊女
- 阿修羅獨角仙
- 深海王
- 梅爾薩加德
- 蟹爪蘭帝
- 波羅斯
- 餓狼（預計DLC追加角色）

### 突發事件角色
- KING